# Мой ласковый и нежный зверь
«Мой ласковый и нежный зверь» — советский художественный фильм, снятый в 1978 году Эмилем Лотяну по мотивам повести А. П. Чехова «Драма на охоте».
Большая часть съемок фильма проходила в подмосковном Валуево, в усадьбе XVIII века, некогда принадлежавшей графу Мусину-Пушкину. Городские сцены были отсняты в Суздале.
Премьера фильма состоялась 18 сентября 1978 года.

## Сюжет
Конец XIX века, барское имение в лесах центральной России. Дочь лесничего Ольга Скворцова (Галина Беляева) — красивая девушка девятнадцати лет. По первому впечатлению Ольга естественна и легка («ангел во плоти»), однако позже выясняется, что она по-житейски расчётлива и тщеславна. В неё влюбляются трое немолодых мужчин, которые живут в усадьбе и окрестностях: пятидесятилетний мрачноватый вдовец Урбенин (Леонид Марков), ещё более старший по возрасту, но моложавый и игривый граф Карнеев (Кирилл Лавров) и статный красавец, сорокалетний судебный следователь Камышев (Олег Янковский).
Ольга, желая избавиться от пагубной нищеты, необдуманно выходит замуж за управляющего имением — дворянина Урбенина. В день свадьбы она убегает с торжества и признаётся в любви Камышеву, однако уехать с ним отказывается. В душе Камышева — высокого, широкоплечего, изысканно одевающегося мужчины в расцвете сил — вспыхивают сильная страсть и жгучая ревность. Он тайно надеется, что ему удастся изменить выбор Ольги в свою пользу. Та рассчитывает, что Камышев богат и с ним можно будет вырваться из бедности, однако скоро узнаёт, в каких непритязательных условиях живёт её возлюбленный. После этого разочарования Ольга становится сожительницей графа — весельчака Карнеева, в то время как её законный муж Урбенин, живя в городе у двоюродной сестры, медленно спивается и деградирует. Камышеву же она признается, что продолжает любить его, но подчеркнуто от него дистанцируется и просит не искать с ней встреч.
Во время осенней охоты и последующего пикника у Ольги происходит драматическое объяснение со страстно влюбленным и бешено ревнующим её Камышевым, а через некоторое время слышится громкий крик: в глубине лесной чащи при загадочных обстоятельствах Ольга получает смертельное ранение её же собственным ножом. От большой кровопотери юная женщина спустя два дня умирает, так и не сообщив следствию, кто на неё покушался. Под подозрение попадает Урбенин, которого осуждают и ссылают на каторгу, где через четыре года он умирает. Граф Карнеев окончательно разоряется, имение переходит к его жене Амалии и её брату Калидису, и Камышев берёт обнищавшего графа к себе ямщиком.
Терзаемый муками совести, Камышев опишет эти драматические события в повести и отнесёт её в журнал. Редактор прочтёт — и страшная догадка, кто на самом деле убийца, не оставит у него и тени сомнения. Ближе к весне повесть будет опубликована в газете «Русская новь», а ещё через год Камышев скоропостижно скончается от скоротечной чахотки, осознанно наотрез отказавшись от медицинской помощи.

## В ролях
- Галина Беляева — Ольга Николаевна Скворцова (Урбенина), дочь лесничего, жена Урбенина
- Олег Янковский — Сергей Петрович Камышев, судебный следователь, шафер на свадьбе Ольги Скворцовой и Петра Урбенина
- Кирилл Лавров — Алексей Юрьевич Карнеев, граф с «чудинкой»
- Леонид Марков — Пётр Егорович Урбенин, дворянин, управляющий имением, вдовец
- Светлана Тома — Тина, молодая красавица-цыганка
- Григоре Григориу — Полихроний Аркадьевич Калидис, брат жены графа Карнеева
- Василий Симчич — Николай Ефимович Скворцов, лесничий, психически больной отец Ольги
- Олег Фёдоров — издатель (озвучивает Александр Белявский)
- Александр Звенигородский — лакей
- Анна Петрова — Саша Урбенина, дочь Урбенина от первого брака
- Владимир Матвеев — Володя Урбенин, сын Урбенина от первого брака
- Виктор Лазарев — гость на свадьбе
- Георгий Жолудь — Николай Игнатьевич Калинин
- Валерий Соколоверов — Поликарп, «учёный» слуга Камышева (озвучивает Георгий Бурков)
- Вадим Вильский — земский доктор (нет в титрах)
- Евгений Марков — гость на пикнике
- Мария Зорина — Анастасия (Сычиха), прислуга
- Гавриил Чиботару — слуга
- Белаш Вишневский — цыган
- Николай Жемчужный — цыган
- Анатолий Соловьёв — священник
- Борис Куликов — эпизод
- Георгий Хассо — эпизод (гость на пикнике, участник утиной охоты)
- Галина Иванова — эпизод
- Амалия Розмерица — Амалия Аркадьевна, гостья на пикнике, жена графа Карнеева и сестра Полихрония Калидиса (озвучивает Наталья Фатеева)
- Виктор Лазарев — гость на свадьбе, участник утиной охоты
- Анна Флоринская — солистка цыганского хора
- Виктор Бузылёв — солист цыганского хора
- Николай Лекарев — солист цыганского хора
- Радмила Венгилевская — солистка цыганского хора
- Ляля Михай — солистка цыганского хора
- Сергей Орехов — эпизод (гитарист)
- Владимир Дубовицкий — эпизод (гитарист)
- Евгений Марков — гость на свадьбе, участник утиной охоты (нет в титрах)
- Михаил Бочаров — гость на свадьбе, участник утиной охоты (нет в титрах)
- Иван Турченков — гость на свадьбе, участник утиной охоты (нет в титрах)
- Вадим Урюпин — эпизод (нет в титрах)
- Юрий Потёмкин — гость на венчании (нет в титрах)
- Анастасий Смоленский — гость на венчании (нет в титрах)
- Людмила Крашенинникова — гостья на свадьбе (нет в титрах)
- Афанасий Тришкин — доктор, гость на свадьбе (нет в титрах)
- Дмитрий Бузылёв-Крэцо — певец в цыганском хоре (нет в титрах)
- Роман Юрьев-Лунц — эпизод (Андрей, лакей у издателя) (нет в титрах)
- Эмиль Лотяну — эпизод (нет в титрах)

## Съёмочная группа
- Автор сценария: Эмиль Лотяну
- Режиссёр: Эмиль Лотяну
- Оператор: Анатолий Петрицкий
- Художник: Борис Бланк
- Композитор: Евгений Дога
- Монтажёр: Л. Князева
- Ассистент режиссёра: Бахытжан Канапьянов
- Звукооператор: В. Курганский
- Запись музыки: В. Бабушкин
- Музыкальный редактор: А. Лаписов

## Признание
- Участвовал в конкурсной программе Каннского кинофестиваля (1978)[1].
- Номинировался на Государственную премию СССР в 1979 году.

## Свадебный вальс из фильма
Помимо самого фильма, самостоятельным и широко известным произведением искусства стал звучащий в нём вальс композитора Евгения Доги. Для создания свадебного вальса и тревожной фоновой музыки режиссёр Эмиль Лотяну пригласил своего давнего друга и земляка, с которым он ранее плодотворно сотрудничал в нескольких картинах, наиболее известная из которых — «Табор уходит в небо».
Романтический вальс композитор написал в подмосковной усадьбе Валуево, импровизируя на фортепиано, за одну летнюю ночь. Услышавшая и станцевавшая его первой исполнительница главной роли Галина Беляева, как и все на съёмочной площадке, подумала, что звучит ранее неизвестная классика, и была ошеломлена, узнав, что это произведение только что сочинённое.
Торжественный, неуклонно возрастающий по накалу и в то же время волнующий, полный тревожных предчувствий вальс добавил картине эмоциональной выразительности, способствовал необыкновенной популярности мелодрамы Лотяну, которого многие критики упрекали за слишком вольное обращение с литературным материалом и нарочитые цыганские мотивы. Альянс режиссёра и композитора сделал фильм самым успешным в прокате среди экранизированных произведений Чехова.
Вальс ждала своя жизнь: он стал культовой любовной мелодией, многие молодожёны выбирают его для своего первого свадебного танца, музыка часто звучит по радио и ТВ. «Чувствовал эту славу и я: никогда не забуду огромный хвост очереди в музыкальном магазине на Садовом кольце, где продавали пластинки с музыкой к фильму „Мой ласковый и нежный зверь“», — вспоминал впоследствии композитор.
Вальс востребован на массовых театрализованных постановках, сопровождал открытие Олимпиад — 1980 года в Москве и 2014 года в Сочи. Мелодия исполняется уличными музыкантами, её часто используют хореографы и атлеты в танцевальных и спортивных номерах как на паркете, так и на льду. Это произведение Доги комментаторы называют самым известным в мире киновальсом.
Без указания официальных источников утверждалось, что в 2014 году решением ЮНЕСКО вальс Доги признан одним из 4 музыкальных шедевров XX века. Однако в действительности на сайте ЮНЕСКО в списке шедевров устного и нематериального культурного наследия его нет.
Также в СМИ упоминалось, что президент США Рональд Рейган, пришедший в политику после успешной актёрской карьеры в Голливуде, назвал это музыкальное произведение «вальсом века».